# St. Pankratius (Wiederau)

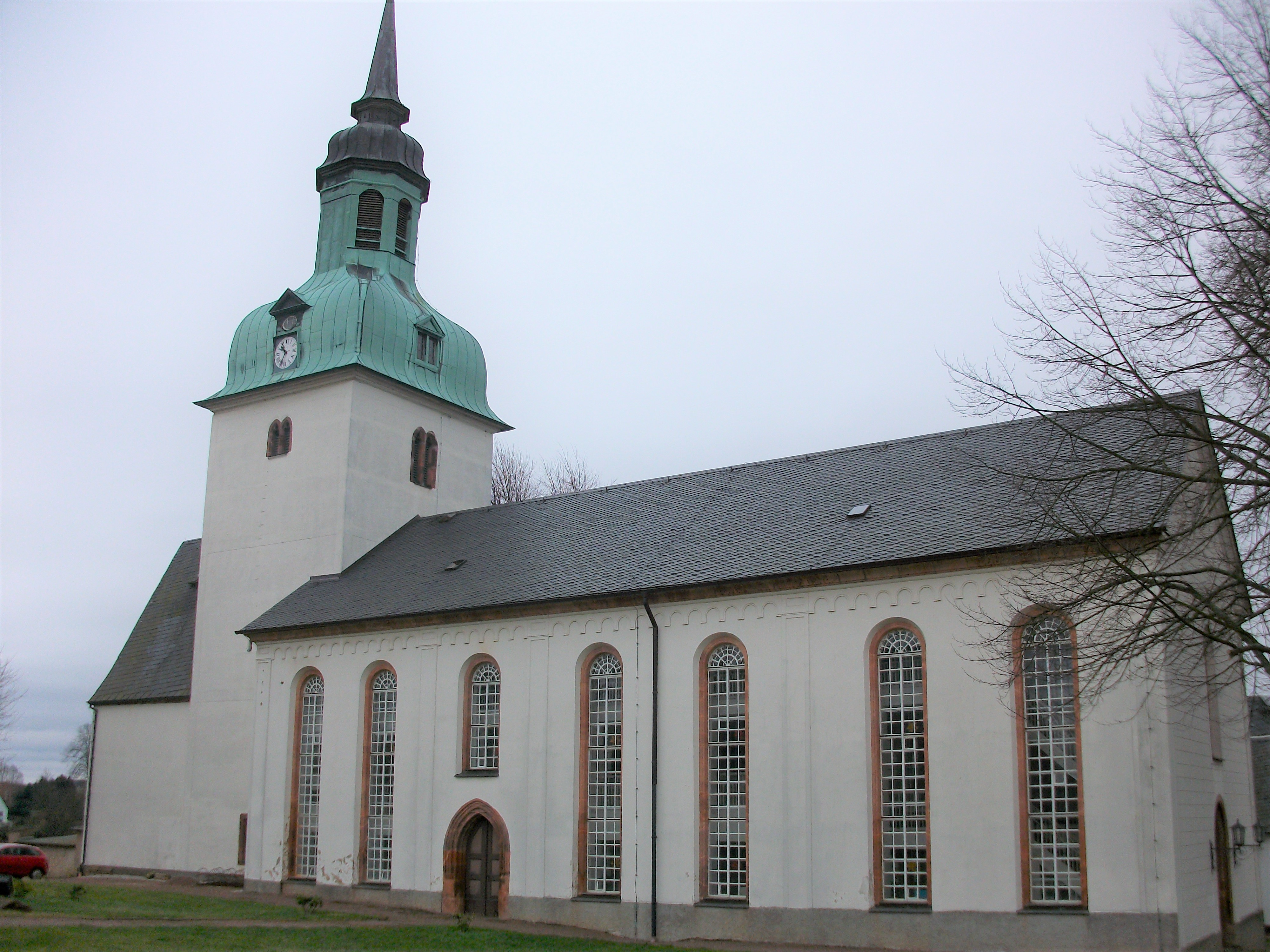
St.-Pankratius-Kirche Wiederau

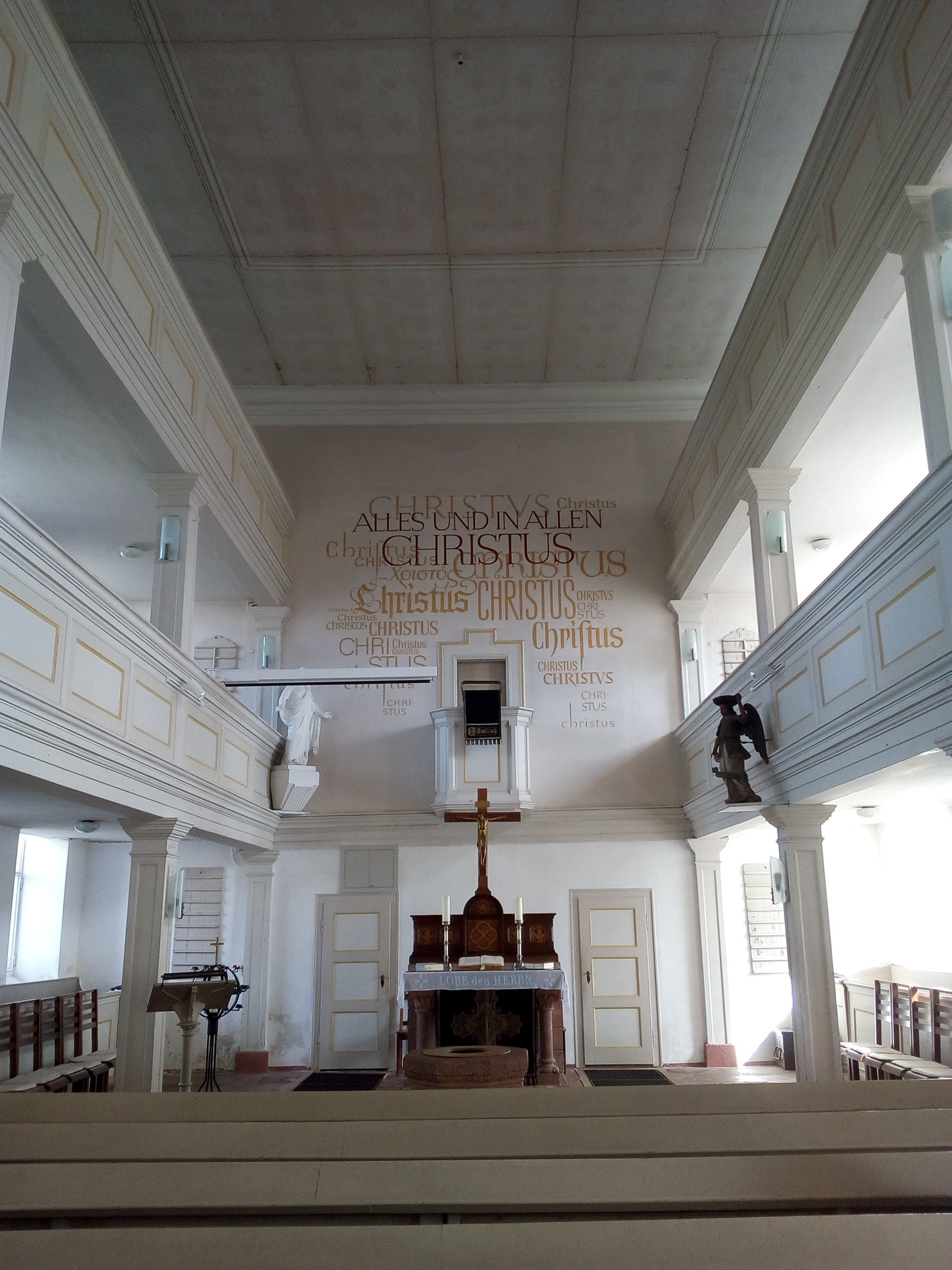
Innenraum

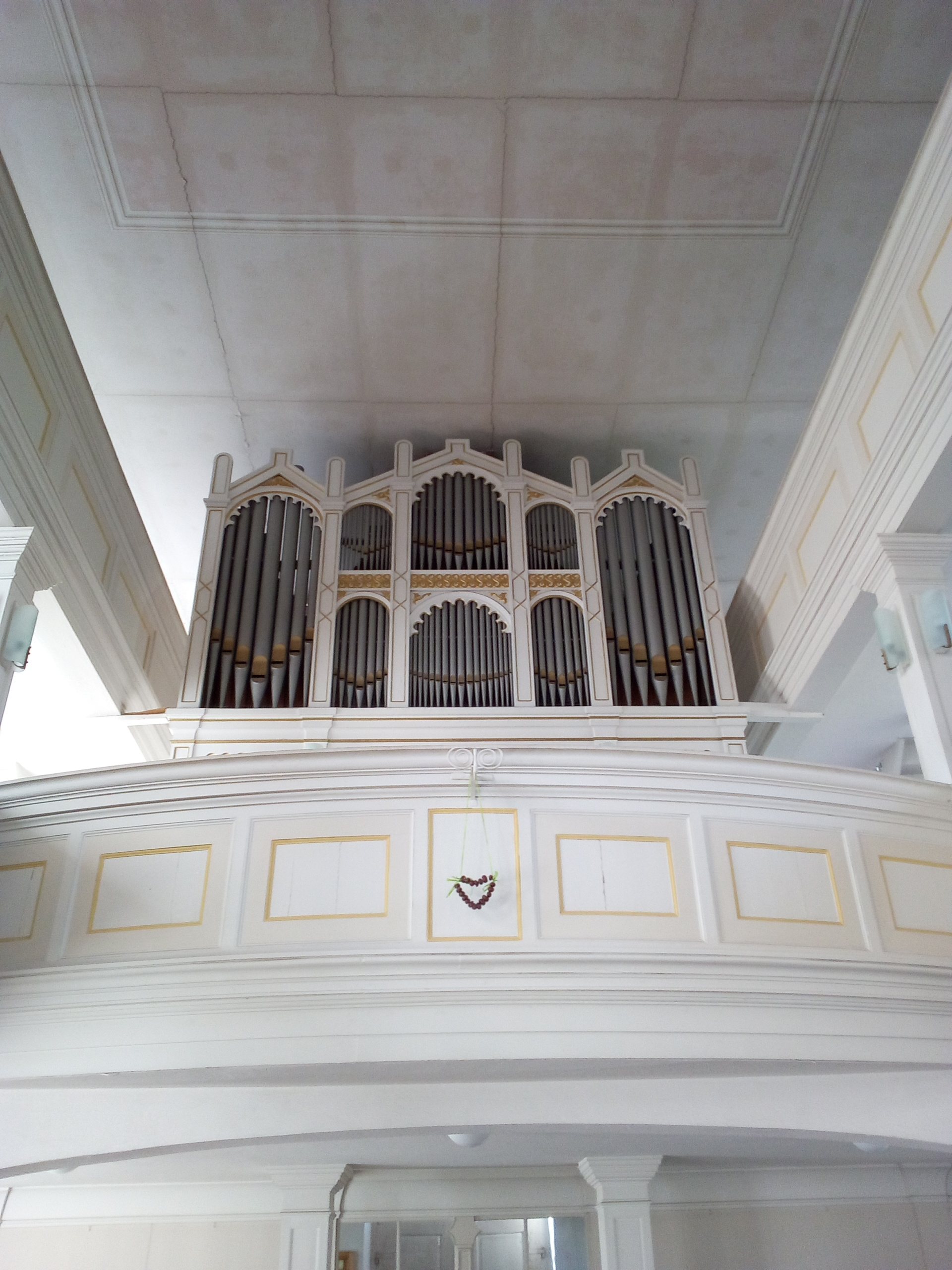
Orgel

Die evangelische Kirche St. Pankratius ist eine im Kern romanische Saalkirche im Ortsteil Wiederau von Königshain-Wiederau im Landkreis Mittelsachsen in Sachsen. Sie gehört zur Kirchengemeinde Königshain-Wiederau in der Kirchenbezirk Leipziger Land der Evangelisch-Lutherischen Landeskirche Sachsens.

## Geschichte und Architektur
Die im Kern romanische Saalkirche vermutlich vom Ende des 12. Jahrhunderts, von welcher der Chor des heutigen Bauwerks stammt, wurde im 14. Jahrhundert zur Chorturmkirche umgebaut. Zu Beginn des 16. Jahrhunderts wurde bei einem Umbau an Stelle der Apsis ein polygonaler Schluss (1519) geschaffen und der Chor eingewölbt. Der langgestreckte Saal wurde 1850 neu erbaut und der Chor durch eine Mauer abgetrennt. Eine Restaurierung erfolgte in den Jahren 1992–97.
Das Bauwerk ist ein verputzter Bruchsteinbau mit eingezogenem Fünfachtelschluss. Der Chorturm wird durch kleine Zwillingsfenster erhellt, die mit einfachem Maßwerk versehen sind; eine barocke Haube mit Laterne bildet den Abschluss. Über dem Portal steht die Jahreszahl 1726. Das romanische Westportal in Rochlitzer Porphyr, das sich seit 1850 an der Südseite des Saales befindet, ist ein künstlerisch wertvolles Werk der Wechselburger Steinmetzhütte aus der Zeit um 1280; es zeigt ein Pfeiler- und Säulengewände und im Tympanon die Darstellung eines Drachens, dessen Schwanz in einer Lilie endet. An der Nordseite ist ein spätgotisches Spitzbogenportal mit verschränktem Stabwerk angeordnet. Am Chor sind Spitzbogenfenster eingelassen, zum Saal hin lange, rundbogige Fensterbahnen.
Der weite, helle und klassizistisch geprägte Saal ist gerade geschlossen. Zweigeschossige Emporen sind an der Nord- und Südseite eingebaut, eine konvexe Orgelempore im Westen.

## Ausstattung
Die Taufe aus Rochlitzer Porphyr ist mit der Jahreszahl 1660 bezeichnet. Auf einem runden Schaft ruht eine oktogonale Kuppa mit geometrischen Ornamenten, Engelsköpfchen und Rosetten. Der wohlgestaltete Orgelprospekt im Rundbogenstil beherbergt ein beachtenswertes Werk von Urban Kreutzbach aus dem Jahr 1851 mit 30 Registern auf zwei Manualen und Pedal.
Der runde Triumphbogen ist völlig abgetrennt, der ehemalige Chor wird als Abstellraum genutzt und ist mit Kreuzrippengewölbe geschlossen. Die Rippenansätze zum Saal sind noch erhalten. Im Polygon ist ein Sakramentshäuschen mit Spitzbogen aus Rochlitzer Porphyr teilweise erhalten (der Aufsatz ist abgeschlagen), sowie Reste barocker Wandmalereien (Architekturmotive) erkennbar. An der Ostseite befindet sich eine barocke Empore, darunter eine Treppe zur Gruft.